# Marie Collonvillé
Marie Collonvillé (Amiens, Francia, 23 de noviembre de 1973) es una atleta francesa especializada en la prueba de pentatlón, en la que consiguió ser medallista de bronce mundial en pista cubierta en 2003.

## Carrera deportiva
En el Campeonato Mundial de Atletismo en Pista Cubierta de 2003 ganó la medalla de bronce en la competición de pentatlón, logrando un total de 4644 puntos, tras la sueca Carolina Klüft (oro con 4933 puntos) y la bielorrusa Natalya Sazanovich.